# Enciclopédia Astronáutica
A Enciclopédia Astronáutica é um site de referência sobre viagens espaciais. Um catálogo abrangente de veículos, tecnologia, astronautas e voos, inclui informações da maioria dos países que tiveram um programa ativo de pesquisa de foguetes, de Robert Goddard ao ônibus espacial da NASA e ao programa soviético Buran.
Fundada em 1994 e mantida durante a maior parte de sua existência pelo entusiasta do espaço e autor Mark Wade. Ele vem coletando essas informações durante a maior parte de sua vida. Entre 1996 e 2000 o site foi hospedado por Friends and Partners in Space. O site não é mais atualizado.

## Artigos
Além disso, a enciclopédia contém muitos artigos de revisão abrangentes sobre tópicos espaciais específicos, entre eles:
- Alemanha[4] inclui uma extensa lista de especialistas alemães em mísseis que trabalharam para os EUA, URSS e França após a Segunda Guerra Mundial.
- Rússia - Primeiros mísseis balísticos[5] com um histórico do envolvimento de especialistas alemães em foguetes soviéticos.
- Rússia: The Real Moon Landing Hoax[6] sobre a corrida espacial.
- Rússia: O que a CIA sabia e quando sabia?[7] com uma visão geral do conhecimento da CIA e avaliações da tecnologia de mísseis soviéticos.
- Dados históricos de viagens espaciais para cada dia do calendário.[8]

Desde 2019, o site não é mais atualizado ou mantido. Embora contenha uma grande quantidade de informações, nem todas estão corretas.

## História
Fundada em 1994 e mantida durante a maior parte de sua existência pelo entusiasta espacial e autor Mark Wade. Ele tem coletado essas informações durante a maior parte de sua vida. Entre 1996 e 2000 o site foi hospedado pela Friends and Partners in Space.

## Recepção e elogios
A American Astronautical Society deu ao site o Prêmio Ordway de Excelência Sustentada na História de Voo Espacial, que "reconhece esforços excepcionais e sustentados para informar e educar sobre voos espaciais e sua história por meio de uma ou mais mídias" em 2015, ano inicial do prêmio.  O prêmio é nomeado para o engenheiro espacial dos EUA e autor Frederick I. Ordway III (1927-2014).
O jornalista Marcus Hammerschmitt, da Telepolis, recomendou calorosamente a Enciclopédia Astronáutica a qualquer pessoa interessada em voos espaciais, e especulou que seus artigos poderiam se tornar material valioso para futuros pesquisadores de história cultural.
 

Em 2006, o historiador espacial americano Stephen B. Johnson afirmou que a Enciclopédia Astronáutica "tornou-se uma fonte popular na Internet para a história espacial. Infelizmente, embora contenha uma grande quantidade de informações, nem todas estão corretas. Os historiadores espaciais notaram uma variedade de problemas factuais, e infelizmente esses problemas não foram consistentemente reparados. Uma vez que esta não é uma fonte revisada por pares e os erros históricos nem sempre foram corrigidos, esta não pode ser considerada uma fonte fiável, apesar de sua aparência impressionante. Muitas outras fontes online têm o mesmo problema".